# 김성윤 (배우)
김성윤(1984년 2월 14일 ~ )은 대한민국의 배우이다.

## 학력
- 에밀리카미술디자인대학교

## 주요 출연작

### 영화
- 《데드 어게인》 (2017년)
- 《웨딩스캔들》 (2012년) - 출입국관리소 직원 역
- 《울학교 이티》 (2008년) - 효준 역

### 드라마
- 《돌진! 슈퍼가정부와 위험한 동네》 (2015년, EBS) - 안전만 역
- 《선암여고 탐정단》 (2014년, JTBC) - 정동수 역
- 《천당수》 (2010년, 중국 CCTV) - 백인호 역
- 《태희 혜교 지현이》 (2009년, MBC)

### 연극
- 《메이드 인 차이나》 (2006년)
- 《신 별주부전》 (2005년)

### 뮤직비디오
- 양파 - 사랑 그 게 뭔데?